# Anolis apletophallus
Anolis apletophallus is een hagedis uit de familie anolissen (Dactyloidae).

## Naam en indeling
De wetenschappelijke naam van de soort werd voor het eerst voorgesteld door Gunther Köhler en Javier Sunyer in 2008, tot die tijd werd de soort onder Anolis limifrons geschaard. De soortaanduiding apletophallus betekent vrij vertaald 'grote penis'; apletos = groot en phallos = penis.

## Uiterlijke kenmerken
De anolis bereikt een lichaamslengte tot maximaal 4,7 centimeter exclusief de staart. De keelflap heeft een geeloranje kleur. Anolis apletophallus heeft een grote, uit twee kwabben bestaande hemipenis terwijl die van de gelijkende Anolis limifrons klein is en uit een enkele kwab bestaat.

## Verspreiding en habitat
Anolis apletophallus komt voor in delen van Midden-Amerika en leeft endemisch in Panama in de gelijknamige provincie Panama. De habitat bestaat uit vochtige tropische en subtropische laaglandbossen. De soort is aangetroffen van zeeniveau tot op een hoogte van ongeveer 900 meter boven zeeniveau.

## Beschermingsstatus
Door de internationale natuurbeschermingsorganisatie IUCN is de beschermingsstatus 'veilig' toegewezen (Least Concern of LC).